# 曹仲达 (吴越)
曹仲达（882年—943年12月8日），本名曹弘达，中国五代十国时期吴越国官员，在第二任国王钱元瓘和第三任国王钱弘佐年间为宰相。

## 背景和效力钱镠
父曹圭，是后来建立吴越国的钱镠的部将。唐僖宗中和二年（882年），曹弘达生于临平。其母分娩时，室内有紫光，家人都以为异。长大后，曹圭想锻炼他的身体，让他和仆人们吃同样的饭，即使严冬也不给他足够保暖的衣物。曹圭还每天命他搬砖，以磨炼筋骨。
不久，曹弘达在钱镠治下的镇东军为押牙。时曹圭为苏州刺史，请求与睦州刺史陈询结亲，由曹弘达娶陈询的女儿。于是他派曹弘达去睦州，想让他在睦州亲自迎亲成婚。但有占卜者说：“陈氏不是合适的结亲对象，应该和其他家族结亲以致荣显。”曹弘达行经钱镠主要领地镇海军军部钱塘，钱镠奇其貌，把二妹嫁给了他。历任台州、处州刺史。

## 效力钱元瓘
宝正七年（932年）三月，时为吴越国王的钱镠去世。子钱元瓘继位。钱元瓘起初不称国王，仅作为后唐封臣称镇海军、镇东军节度使。他命曹弘达权知政事，为实际上的宰相，仅因钱元瓘未称王而没有宰相名义。天福二年（937年）四月，时为取代后唐的后晋封臣的钱元瓘称国王，任曹弘达、沈崧、皮光业为丞相。同时他立钱弘僔为世子，曹弘达大约此时为避讳改名曹仲达。曹仲达性仁厚，喜欢布施食物。钱元瓘很器重他，经常呼为丞相而不呼其名。

## 效力钱弘佐
天福六年（941年）九月，钱元瓘去世，因钱弘僔已先卒，由钱弘僔的弟弟钱弘佐继位。钱弘佐居丧期间，曹仲达摄行军府事。当时军队大受赏赐，因认为赏赐不均而哗然拒绝受赐，诸将不能制止。曹仲达亲自出去告谕，言辞流畅，士兵放下武器作罢。八年（943年），曹仲达去世，谥安成。